# لورينزو مارتينيز (عازف قيثارة)
لورينزو مارتينيز (بالإنجليزية: Lorenzo Martínez)‏ هو عازف قيثارة أمريكي، ولد في 1967 في لوس أنجلوس في الولايات المتحدة.